# Atentados de Santo Domingo de Acobamba y Llochegua de 2016
Los Atentados de Santo Domingo de Acobamba y Llochegua de 2016 fueron unos ataques terroristas realizados, de acuerdo a información oficial, por seguidores remanentes de Sendero Luminoso la madrugada del sábado 9 de abril de 2016 en las localidades peruanas del Cerro de Jatun Asha en el distrito Santo Domingo de Acobamba ubicado en el departamento de Junín; y Mayapo en el distrito de Llochegua ubicado en el departamento de Ayacucho a solo cuatro horas de la ciudad de Huancayo, en estos atentados fallecieron 11 personas (nueve militares y dos civiles). Todo esto horas antes de las elecciones presidenciales en el país donde los candidatos expresaron su repudio hacia tal hecho.

## Antecedentes
Según investigaciones después del atentado la Policía Nacional había advertido sobre un posible atentado terrorista de la facción senderista de los hermanos Quispe Palomino en la zona de la provincia de Concepción en la región Junín donde ocurrió el acontecimiento.

## Ataques
Se produjeron al menos dos ataques en diferentes sectores de las provincias de Concepción y Huanta.

### Emboscada de Jatún Asha
Los militares se dirigían en camioneta a las 05:00 a. m. hacia el cerro Jatun Asha en el distrito de Santo Domingo de Acobamba, en donde una camioneta conducida por un civil, fue acribillada por grupos extremistas radicales del grupo terrorista Sendero Luminoso, por consecuencia logrando asesinar a once de los pasajeros (nueve militares y dos civiles) y dejando herido a cinco.

### Ataque de Mayapo
En horas de la mañana después de los ataques en Santo Domingo, se reportó, por medio de la Marina de Guerra, un ataque en el poblado de Mayapo en la margen derecha del río Apurímac en el distrito de Llochegua. En este caso uno de los agentes resultó herido y también fue trasladado al hospital de Pichari.

## Respuesta
El Ejército peruano dio como respuesta una inmediata búsqueda de los causantes de los ataques perpetrado en la zonas del VRAEM; las autoridades prometieron y confirmaron que las elecciones generales se darán con total normalidad.

## Repercusiones
Varias organizaciones, candidatos y el gobierno central mostraron su repudio total en respuesta al ataque:

### Ollanta Humala
El presidente Ollanta Humala en representación del gobierno central dio como respuesta de que estos actos «no representa amenaza para el Estado», enfatizo que «las Fuerzas Armadas vienen cumpliendo a cabalidad el rol que manda la ley orgánica» asegurando de esta forma seguridad para las elecciones del país.
Humala el día de las elecciones generales volvió a pronunciarse mientras emitía su voto: «no es un día de fiesta electoral. Es un día en el cual la familia peruana está enlutada con la violencia terrorista en el VRAEM y de valiosos militares que en cumplimiento de su deber han tenido que entregar su vida y así también reconocer la pérdida de vida de civiles.»

### Verónika Mendoza
La candidata Verónika Mendoza escribió en Twitter: «Repudio total a atentado y honor a militares que estaban distribuyendo material electoral. No al miedo, no al terror», así mismo el día de las elecciones dijo:«La vinculación que hacen de mi persona con el terrorismo me parece inadmisible, creo que en este proceso electoral se ha utilizado este término con mucha ligereza cuando no debería ser así, se trata de algo muy delicado que ha costado la vida de muchas personas... nadie en su sano juicio en nuestro país quisiera que regrese el terrorismo y la violencia.»

### Pedro Pablo Kuczynski
El candidato Pedro Pablo Kuczynski escribió en su Twitter: «Repudiamos el brutal atentado terrorista que costó la vida de dos personas que trabajaban para los comicios...Nos solidarizamos con las familias de los fallecidos hoy víctima de estos actos de violencia.»

### Alan García
El candidato Alan García escribió en su Twitter: «El terrorismo es guerra. Debe aplicársele la pena de muerte que la Constitución establece. Sin demora.», el día de las elecciones también se expresó sobre el atentado: «Es el momento, nos está diciendo el terrorismo aquí estoy, es el momento de actuar de común acuerdo, por Dios no hagan tanto problema con la pena de muerte, pena de muerte de una vez para los terroristas, si el 18 de mayo de 1880 se hubiera aplicado la pena de muerte a los primeros terrorista estoy seguro que el Perú se hubiera librado de años de dificultades.»

### Alejandro Toledo
El candidato Alejandro Toledo Manrique escribió en su Twitter: «Mi respeto a las FF.AA que combaten en el VRAEM. Y honor y gloria a sus héroes que caen en defensa de la democracia.»

### Defensoría del Pueblo del Perú
La Defensoría del Pueblo del Perú dio a conocer su indignación a través de su Twitter: «Condenamos ataque terrorista contra patrulla en Sto.
Domingo de Acobamba (Junín) y rechazamos actos de violencia que afecten las elecciones.»

### Organización de los Estados Americanos
La OEA (Organización de los Estados Americanos) mostró su repudio total hacia todo acto terrorista en el Perú ante los constantes choques con esta organización pro-senderistas en el centro del país; Una misión de la OEA que se encuentra en el Perú por las elecciones generales por medio de su representante dijo lo siguiente: «Rechazó enérgicamente cualquier tipo de violencia que busque afectar el desarrollo pacífico de la jornada electoral», dijo también que el día de las elecciones que impere «un ambiente de calma y tranquilidad para que la sociedad peruana pueda ejercer su derecho al voto de manera libre y segura.»